# Aspartatna 4-dekarboksilaza
Aspartatna 4-dekarboksilaza (EC 4.1.1.12, desulfinaza, aminomalonska dekarboksilaza, aspartatna beta-dekarboksilaza, aspartatna omega-dekarboksilaza, aspartinska omega-dekarboksilaza, aspartinska beta-dekarboksilaza, L-aspartatna beta-dekarboksilaza, cistein sulfinska desulfinaza, L-cistein sulfinatno kiselinska desulfinaza, L-aspartatna 4-karboksi-lijaza) je enzim sa sistematskim imenom L-aspartat 4-karboksi-lijaza (formira L-alanin). Ovaj enzim katalizuje sledeću hemijsku reakciju
-aspartat {\displaystyle \rightleftharpoons } L-alanin + CO2
Ovaj enzim je piridoksal-fosfatni protein.

## Literatura
- Nicholas C. Price; Lewis Stevens (1999). Fundamentals of Enzymology: The Cell and Molecular Biology of Catalytic Proteins (Third изд.). USA: Oxford University Press. ISBN 019850229X.
- Eric J. Toone (2006). Advances in Enzymology and Related Areas of Molecular Biology, Protein Evolution (Volume 75 изд.). Wiley-Interscience. ISBN 0471205036.
- Branden C; Tooze J. Introduction to Protein Structure. New York, NY: Garland Publishing. ISBN 0-8153-2305-0.
- Irwin H. Segel. Enzyme Kinetics: Behavior and Analysis of Rapid Equilibrium and Steady-State Enzyme Systems (Book 44 изд.). Wiley Classics Library. ISBN 0471303097.

## Spoljašnje veze
- Aspartate+4-decarboxylase на 